# Before U Know It
Before U Know It är raparen Adam Tenstas fjärde singel från albumet It's a Tensta Thing. Sångerskan Sophia Somajo medverkar också på låten. Singeln släpptes 20 mars 2008.

## Låtlista
1. Before U Know It (feat. Sophia Somajo)
2. Dopeboy (feat. Eboi)